# Suiás
Os Suiás (Kĩsêdjê, Kisêdjê, Kisidjê) são um grupo indígena que habita o estado brasileiro de Mato Grosso, mais precisamente a Terra Indígena Wawi e Norte do Parque Indígena do Xingu.